# Vindmøller på Bornholm
Dette er en liste over de i 2025 eksisterende vindmøller på Bornholm, Danmark.

## Listen
| Lokalisering | Navn             | Type      | Bygget  | Noter                                                  | Billede |
| ------------ | ---------------- | --------- | ------- | ------------------------------------------------------ | ------- |
| Aakirkeby    | Egeby Mølle      | Stubmølle | 1787    | Kilde 23. oktober 2016 hos Wayback Machine             |         |
| Aakirkeby    | Limensgade Mølle |           | 1873    | Kilde Arkiveret 1. april 2016 hos Wayback Machine      |         |
| Aakirkeby    | Myreagre Mølle   | Tårnmølle | 1865    | Kilde Arkiveret 11. september 2016 hos Wayback Machine |         |
| Aakirkeby    | Saxebro Mølle    |           | 1870    | Kilde Arkiveret 1. april 2016 hos Wayback Machine      |         |
| Aakirkeby    | Valsemøllen      |           | 1867    | Kilde Arkiveret 1. april 2016 hos Wayback Machine      |         |
| Gudhjem      | Gudhjem Mølle    | Tårnmølle | 1893    | Kilde Arkiveret 23. oktober 2016 hos Wayback Machine   |         |
| Gudhjem      | Røbro Mølle      |           | C. 1885 | Kilde Arkiveret 23. oktober 2016 hos Wayback Machine   |         |
| Gudhjem      | Stenby Mølle     |           | 1857    | Kilde Arkiveret 23. oktober 2016 hos Wayback Machine   |         |
| Hasle        | Bymøllen         |           | C. 1875 | Kilde                                                  |         |
| Nexø         | Bakkemøllen      |           | 1871    | Kilde Arkiveret 24. oktober 2016 hos Wayback Machine   |         |
| Pedersker    | Kirkemølle       | Tårnmølle | 1861    | Kilde Arkiveret 23. oktober 2016 hos Wayback Machine   |         |
| Svaneke      | Bechs Mølle      | Stubmølle | 1737    | Kilde 23. oktober 2016 hos Wayback Machine             |         |
| Svaneke      | Svanemøllen (en) | Hollandsk | 1857    | Kilde Arkiveret 1. april 2016 hos Wayback Machine      |         |
| Svaneke      | Årsdale Mølle    | Tårnmølle | 1737    | Kilde Arkiveret 31. januar 2014 hos Wayback Machine    |         |
| Tejn         | Melsted Mølle    | Stubmølle | C. 1800 | Kilde 6. august 2016 hos Wayback Machine               |         |
| Østermarie   | Kuremøllen (en)  | Hollandsk | 1861    | Kilde Arkiveret 18. maj 2012 hos Wayback Machine       |         |